# Rentgenij
Rentgenij, tudi Roentgenij ali Röntgenij, je kemični element s simbolom Rg in atomskim številom 111. Gre za izredno radioaktivni sintetični element, ki ga je mogoče ustvariti v laboratoriju, v naravi pa ga ne najdemo. Najbolj stabilni znani izotop, rentgenij-282, ima razpolovno dobo 100 sekund, čeprav ima nepotrjeni rentgenij-286 daljši razpolovni čas, približno 10,7 minut. Rentgenij je prvič ustvaril leta 1994 Center za raziskave težkih ionov GSI Helmholtz blizu Darmstadta v Nemčiji. Ime je dobil po fiziku Wilhelmu Röntgenu (lahko se zapiše tudi kot Roentgen), ki je odkril rentgenske žarke.
V periodnem sistemu je transaktinoidni element v d-bloku. Je član 7. periode in je uvrščen med elemente 11. skupine, čeprav niso bili izvedeni nobeni kemični poskusi, ki bi potrdili, da se obnaša kot težji homolog zlata v 11. skupini ter kot deveti član 6d serije prehodnih kovin. Izračunano je, da ima rentgenij podobne lastnosti kot njegovi lažji homologi, baker, srebro in zlato, čeprav lahko kaže nekaj razlik.

## Uvod
Najtežja jedra nastanejo v jedrskih reakcijah, ki združijo dve drugi jedri neenake velikosti v eno; v grobem velja, da bolj, kot sta jedri glede na maso neenaki, večja je možnost, da bosta reagirali. Iz materiala iz težjih jeder se naredi tarča, ki jo nato bombardira snop lažjih jeder. Dve jedri se lahko združita v eno samo, če se dovolj približata; normalno se jedra (vsa pozitivno nabita) med seboj odbijajo zaradi elektrostatičnega odbijanja. Močna interakcija lahko to odbojnost premaga, vendar le na zelo kratki razdalji od jedra; jedra žarka se tako močno pospeši, da postane taka odbojnost nepomembna v primerjavi s hitrostjo jedra v snopu. Samo približevanje ni dovolj, da se dve jedri zlijeta: ko se dve jedri približata, običajno ostaneta skupaj približno 10−20 sekunde in se nato ločita (ne nujno v isti sestavi kot pred reakcijo), namesto da tvorita eno jedro. Če pride do fuzije, je začasna združitev, imenovana sestavljeno jedro, vzbujeno stanje. Da bi izgubilo energijo vzbujenja in doseglo stabilnejše stanje, se sestavljeno jedro razcepi ali izvrže enega ali več nevtronov, ki odnesejo odvečno energijo.
Žarek prehaja skozi tarčo in doseže naslednjo komoro – separator; če novo jedro nastane, potuje skupaj s tem žarkom. V separatorju se novo nastalo jedro loči od drugih nuklidov (prvotnega žarka in vseh drugih reakcijskih produktov) in prenese v pregradno-površinski detektor, ki jedro ustavi. Tam je zaznana natančna lokacija prihajajočega udarca na detektor; prav tako tudi njegova energija in čas prihoda. Prenos traja približno 10−6 sekunde; da jo lahko zazna, jedro med tem ne sme razpasti. Jedro se ponovno zabeleži, ko se zabeleži njegovo razpadanje in izmeri lokacija, energija in čas razpada.
Stabilnost jedra zagotavlja močna interakcija, vendar je njegov obseg zelo kratek; ko jedra povečamo, vpliv močne interakcije na najbolj oddaljene nukleone (protone in nevtrone) oslabi. Prav tako jedro raztrga elektrostatično odbijanje med protoni, saj ima neomejen domet. Za jedra najtežjih elementov je tako teoretično napovedan in doslej opazovan predvsem propad z razpadnimi načini, ki jih povzroča takšna odbijanje: alfa razpad in spontana cepitev; ti načini prevladujejo za jedra supertežkih elementov. Alfa razpadi so zaznani z oddajanjem alfa delcev, produkte razpada pa je enostavno določiti pred dejanskim razpadom; če takšno razpadanje ali niz zaporednih razpadov ustvari znano jedro, lahko prvotni produkt reakcije aritmetično določimo. Spontana cepitev proizvaja različna jedra kot produkte, zato prvotnega nuklida ni mogoče določiti od njegovih produktov.
Informacije, ki so na voljo fizikom, katerih namen je sintetizirati enega najtežjih elementov, so torej informacije, zbrane na detektorjih: lokacija, energija in čas prihoda delca na detektor ter podatki o njegovem razpadu. Fiziki analizirajo te podatke in skušajo ugotoviti ali jih je dejansko povzročil nov element in ali jih ni mogel povzročiti drugačen nuklid od tistega, katerega so iskali. Pridobljeni podatki pogosto ne zadoščajo za sklep, da je bil nov element vsekakor ustvarjen in če za opažene učinke ni druge razlage, so bile narejene napake pri interpretaciji podatkov.

## Zgodovina

### Uradno odkritje
Rentgenij je prvič sintetizirala mednarodna skupina pod vodstvom Sigurda Hofmanna v Gesellschaftu für Schwerionenforschung (GSI) v Darmstadtu v Nemčiji 8. decembra 1994. Ekipa je bombardirala tarčo bizmuta-209 s pospešenimi jedri niklja-64 in odkrila tri jedra izotopa rentgenija-272:
209Bi + 64Ni → 272Rg + 1Nt
Ta reakcija je bila prej izvedena na Združenem inštitutu za jedrske raziskave v Dubni (takrat v Sovjetski zvezi) leta 1986, vendar takrat niso opazili nobenega atoma 272Rg. Leta 2001 je Skupna delovna skupina IUPAC / IUPAP (JWP) ugotovila, da v prvem poskusu pri GSI ni bilo dovolj dokazov za odkritje. Skupina GSI je svoj poskus ponovila leta 2002 in odkrila še tri atome. V svojem poročilu za leto 2003 je JWP sklenil, da je treba skupini GSI priznati odkritje tega elementa.

### Poimenovanje
Z uporabo Mendelejeve nomenklature za neimenovane in neodkrite elemente je rentgenij znan kot eka-zlato. Leta 1979 je IUPAC objavil priporočila, v skladu s katerimi naj bi se element imenoval unununij (z ustreznim simbolom Uuu), tj. sistematično ime elementa kot nadomestno ime, dokler element ni odkrit (in odkritje nato potrjeno) ter določeno stalno ime. Čeprav so se priporočila pogosto uporabljajo v kemijski skupnosti na vseh ravneh, od učilnic kemije do poglobljenih učbenikov, so bila med znanstveniki s tega področja večinoma prezrta, ki so ga imenovali element 111 s simbolom E111, (111) ali celo preprosto 111. 
Skupina GSI je leta 2004 predlagala ime rentgenij (Rg) v počastitev nemškega fizika Wilhelma Conrada Röntgena, odkritelja rentgenskih žarkov. To ime je IUPAC sprejel 1. novembra 2004.

## Izotopi
Rentgenij nima stabilnih ali naravnih izotopov. V laboratoriju je bilo sintetiziranih več radioaktivnih izotopov bodisi s fuzijo jeder lažjih elementov bodisi kot vmesni produkti razpada težjih elementov. Poročali so o devetih različnih izotopih rentgenija z atomskimi masami 272, 274, 278-283 in 286 (283 in 286 sta nepotrjena), od katerih imata dva, rentgenij-272 in rentgenij-274, poznani, a nepotrjeni metastabilni stanji. Vsi ti razpadajo z alfa razpadom ali spontano cepitvijo, čeprav ima lahko 280Rg tudi vejo z zajetjem elektrona.

### Stabilnost in razpolovni čas
Vsi izotopi rentgenija so izredno nestabilni in radioaktivni; na splošno so težji izotopi stabilnejši od lažjih. Najstabilnejši znani izotop rentgenija, 282Rg, je tudi njegov najtežji znani izotop; njegova razpolovna doba je 100 sekund. Nepotrjeni 286Rg je še težji in zgleda, da ima še daljšo razpolovno dobo, približno 10,7 minut, zaradi česar bi bil eden najdlje živečih supertežkih nuklidov; prav tako izgleda, da ima nepotrjeni 283Rg dolg razpolovni čas približno, 5,1 minute. Poročali so tudi, da imata izotopa 280Rg in 281Rg razpolovni čas daljšega od sekunde. Preostali izotopi imajo razpolovni čas nekaj milisekund.

## Predvidene lastnosti
Z izjemo jedrskih lastnosti niso bile izmerjene nobene lastnosti rentgenija ali njegovih spojin; to je posledica izjemno omejene in drage proizvodnje ter dejstva, da rentgenij (in njegovi starši) zelo hitro razpadejo. Lastnosti kovine rentgenija tako ostajajo neznane in na voljo so le napovedi.

### Kemične
Rentgenij je deveti član prehodnih kovin 6d bloka. Izračuni njegovih ionizacijskih energij ter atomskih in ionskih polmerov so podobni izračunom njegovega lažjega homologa zlata, kar pomeni, da bodo osnovne lastnosti rentgenija podobne tistim drugih elementov 11. skupine, bakra, srebra in zlata, vendar naj bi pokazal tudi več razlik. 
Rentgenij naj bi bil žlahtna kovina. Standardni potencial elektrode za par Rg 3+/Rg je 1,9 V, večji od 1,5 V za par Au 3+/Au. Rentgenijeva prva ionizacijska energija naj bi bila 1020 kJ/mol skoraj enako velika kot od žlahtnega plina radona, ki je 1037 kJ/mol.  Na podlagi najstabilnejših oksidacijskih stanj lažjih elementov skupine 11 naj bi rentgenij pokazal stabilni oksidacijski stanji +5 in +3 in manj stabilno +1 stanje. Stanje +3 naj bi bilo najbolj stabilno. Pričakuje se, da bo rentgenij(III) primerljiv z reaktivnostjo zlata(III), vendar bi moral biti bolj stabilen in tvoriti večje število spojin. Zlato tvori tudi nekoliko stabilno −1 stanje zaradi relativističnih učinkov, zato je predlagano, da to lahko stori tudi rentgenij:  kljub temu naj bi bila elektrnonska afiniteta pri rentgeniju približno 1,6 eV (53 kcal/mol), kar je znatno nižje od vrednosti zlata, ki je 2,3 eV (53 kcal/mol), zato rentgenidi morda niso stabilni ali celo mogoči. 6d orbitale so destabilizirane zaradi relativističnih učinkov in interakcij med spinom in tirom; to se začne ob koncu četrte periode prehodnih kovin, zaradi česar je visoko oksidacijsko stanje rentgenija(V) stabilnejše od njegovega lažjega homologa zlata(V) (znanega samo v zlatovem pentafluoridu, Au2F10), saj 6d elektroni v večji meri sodelujejo pri vezi. Interakcije med spinom in tirom stabilizirajo molekulske spojine rentgenija z več vezi 6d elektronov; na primer RgF−
6 naj bi bil stabilnejši od RgF−
4, ki naj bi bil stabilnejši od RgF−
2. Stabilnost RgF−
6 je homologna AuF−
6; srebrov analog AgF−
6 ni znan in naj ne bi bil zelo stabilen, saj bi se razgradil na AgF−
4 in F2. Poleg tega naj bi bil Rg2F10 stabilen proti dekompoziciji, popolnoma analogno Au2F10, medtem ko bi Ag2F10 moral biti nestabilen in se razgradil na Ag2F6 in F2. Zlatov heptafluorid, AuF7, je znan kot zlatov(V) difluorni kompleks AuF5·F2, ki je energijsko nižje od pravega zlatovega(VII) heptafluorida; Namesto tega je izračunano, da je RgF7 stabilnejši v obliki pravega heptafluorida iz rentgenija(VII), čeprav bi bil nekoliko nestabilen; njegova razgradnja na Rg2F10 in F2 naj bi sprostila majhno količino energije pri sobni temperaturi. Rentgenij(I) naj bi bilo težko dobiti. Zlato zlahka tvori kompleks s cianidom Au(CN)−
2, ki se uporablja pri pridobivanju zlata iz rude s postopkom cianizacije zlata; pričakuje se, da bo rentgenij sledil temu in tvoril Rg(CN)−
2.
Verjetne kemijske lastnosti rentgenija so bile deležne večjega zanimanja kot prejšnja dva elementa, majtnerij in darmštatij, saj se pričakuje, da bodo valenčne s-lupine elementov 11. skupine relativistično najbolj skrčene pri rentgeniju. Izračuni molekularne spojine RgH kažejo, da relativistični učinki podvojijo moč vezi rentgenij-vodik, čeprav jo interakcije med spinom in tirom oslabijo za 0,7 eV (16 kcal/mol). Preučevali so tudi spojini AuX in RgX, kjer je X = F, Cl, Br, O, Au ali Rg. Rg+ naj bi bil najmehkejši kovinski ion, celo mehkejši od Au+, čeprav se zanastveniki ne strinjajo, ali bi se obnašal kot kislina ali baza. V vodni raztopini Rg+ tvori vodni ion [Rg(H2O)2]+ z razdaljo vezi Rg–O 207,1 pm. Pričakuje se tudi, da tvori Rg(I) komplekse z amoniakom, fosfinom in vodikovim sulfidom.

### Fizikalne in atomske
Pričakuje se, da bo rentgenij pri standardnih pogojih trdna snov in da bo kristaliziral v telesno centrirani kubični strukturi, za razliko od njegovih lažjih sorodnikov, ki kristalizirajo v ploskovno centrirani kubični strukturi, saj naj bi imel drugačno gostoto naboja elektronov od njih. Moral bi biti zelo težka kovina z gostoto približno 28,7 g/cm3; za primerjavo ima najgostejši znani element, ki mu je bila izmerjena gostota, osmij, gostoto le 22,61 g/cm3. To je posledica velike atomske teže rentgenija, kontrakcije lantanidov in aktinidov ter relativističnih učinkov, vendar bi bila proizvodnja dovolj velike količine rentgenija za merjenje gostote nepraktična, vzorec pa bi hitro propadel. 
Stabilni elementi 11. skupine, baker, srebro in zlato, imajo zunanjo elektronsko konfiguracijo (n − 1)d10ns1. Za vsakega od teh elementov ima prvo vzbujeno stanje njihovih atomov konfiguracijo (n − 1)d9ns2. Zaradi interakcije med spinom in tirom med d elektroni je to stanje razdeljeno na dva energijska nivoja. Pri bakru razlika v energiji med osnovnim in najnižjim vzbujenim stanjem povzroči, da je kovina rdečkasta. Pri srebru se energijaska razlika poveča in je zato srebrn. Ko pa se atomsko število poveča, se vzbujene ravni stabilizirajo zaradi relativističnih učinkov in v zlatu se energijska vrzel spet zmanjša in je zato zlate barve. Za rentgenij izračuni kažejo, da je raven 6d97s2 stabilizirana do te mere, da postane osnovno stanje, raven 6d107s1 pa prvo vzbujeno stanje. Nastala razlika v energiji med novim osnovnim stanjem in prvim vzbujenim stanjem je podobna kot pri srebru in rentgenij naj bi bil zato na videz srebrn. Atomski radij rentgenija naj bi bil približno 138 pm. 

## Eksperimentalna kemija
Nedvoumna določitev kemijskih lastnosti rentgenija še ni bila ugotovljena zaradi nizkih donosov reakcij, ki proizvajajo izotope rentgenija. Da bi lahko opravili kemijske študije na transaktinoidih, moramo proizvesti vsaj štiri atome, razpolovna doba uporabljenih izotopov mora biti najmanj 1 sekunda, hitrost proizvodnje pa mora biti vsaj en atom na teden. Čeprav je razpolovna doba 282Rg, najbolj stabilnega potrjenega izotopa rentgenija, 100 sekund, dovolj dolgo za izvedbo kemijskih študij, se pojavi še ena ovira, ki zahteva povečanje stopnje proizvodnje izotopov rentgenija in zahteva, da se poskusi izvajajo tedne ali mesece, saj se le tako lahko dobijo statistično dobri rezultati. Ločevanje in zaznavanje je potrebno izvajati neprekinjeno, da se loči izotope rentgenija in omogoči avtomatiziranim sistemom eksperimentiranje kemije rentgenija kot plina ali raztopine, saj naj bi bili donosi za težje elemente manjši od izkoristkov za lažje elemente. Eksperimentalna kemija rentgenija ni prejela toliko pozornosti kot kemija težjih elementov od kopernicija do livermorija, čeprav je bilo na začetku zanimanje zaradi teoretičnih napovedi relativističnih učinkov da ns podlupina v 11. skupini doseže maksimum. Izotopa 280Rg in 281Rg sta obetavna za kemijsko eksperimentiranje in ju lahko dobimo kot produkta moskovijevih izotopov 288Mc oziroma 289Mc; njuna starša sta izotopa nihonija 284Nh in 285Nh, ki sta že prejela predhodne kemijske preiskave.